# Helmar Härtel
Helmar Härtel (* 28. Mai 1942 in Breslau) ist ein deutscher Bibliothekar, Kodikologe und Einbandforscher. Er war Leiter der Handschriftenabteilung an der Herzog August Bibliothek in Wolfenbüttel. 

## Leben
Härtel studierte Geschichte, Latein und Theologie von 1962 bis 1968 an der Georg-August-Universität Göttingen und 
am King’s College London. Seine Promotion erfolgte 1969 in Göttingen bei Hermann Heimpel über Lollardische Lehrelemente im 14. und 15. Jahrhundert. Von 1974 bis 2007 war er wissenschaftlicher Bibliothekar an der Herzog August Bibliothek sowie von 1996 bis 2007 Leiter der Abteilung für Handschriften, Inkunabeln und Sondersammlungen.
Seine Arbeitsschwerpunkte sind Untersuchungen zu mittelalterlichen Handschriften, zur Bibliotheksgeschichte der Herzog August Bibliothek und der Geschichte mittelalterlicher Bibliotheken in Niedersachsen.
Während seiner Tätigkeit an der Herzog August Bibliothek wurde unter seiner Leitung eine umfangreiche Sammlung von Einbanddurchreibungen angefertigt, die in der Einbanddatenbank systematisch erschlossen und im Internet zur Verfügung gestellt wird.

## Schriften
- Adreßbuch der Sammlungen mittelalterlicher Handschriften in Niedersachsen. Wolfenbüttel: Arbeitsstelle zur Handschriftenerschließung Niedersachsens in der Herzog August Bibliothek, 1976
- Die Handschriften der Stiftsbibliothek zu Gandersheim. Wiesbaden: Harrassowitz, 1978
- Die Handschriften des Gymnasium Andreanum im Stadtarchiv zu Hildesheim / Doris Fouquet-Plümacher, Helmar Härtel, Marlis Stähli. Wiesbaden: Harrassowitz, 1978
- Bibliotheca Tiliana: alte Jagdbücher aus aller Welt / Kurt Lindner, Helmar Härtel. Wolfenbüttel: Herzog August Bibliothek 1978
- Translatio S. Alexandri auctoribus Ruodolfo et Meginharto Fuldensibus. - Faks.Dr. der Handschrift Landesbibliothek Hannover Ms I 186. Hildesheim : Gerstenberg, 1979
- Buch und Text im 15. Jahrhundert / Vorträge hrsg. von Lotte Hellinga, Helmar Härtel. Hamburg: Hauswedell, 1981
- Handschriften der Niedersächsischen Landesbibliothek Hannover / Helmar Härtel, Felix Ekowski. Wiesbaden: Harrassowitz, 1982
- Die Handschriften im Domschatz zu Hildesheim. Beschreibungen von Marlis Stähli. Hrsg. von Helmar Härtel. Wiesbaden: Harrassowitz, 1984
- Probleme der Bearbeitung mittelalterlicher Handschriften / Helmar Härtel et al. Wiesbaden: Harrassowitz, 1986
- Handschriften der Niedersächsischen Landesbibliothek Hannover; Teil 1; Ms I 1 - Ms I 174 / Helmar Härtel, Felix Ekowski, Hans Immel. Wiesbaden: Harrassowitz, 1989
- Handschriften der Dombibliothek Hildesheim; Teil 1; Hs 124a - Hs 698 / Marlis Stähli, Helmar Härtel, Renate Giermann, Marina Arnold. Wiesbaden: Harrassowitz, 1991
- Handschriften der Dombibliothek Hildesheim; Teil 2; Hs 700-1050, St. God. Nr. 1-51, Ps 1-6, J 23-95 / Renate Giermann, Helmar Härtel, Marina Arnold. Wiesbaden: Harrassowitz, 1993
- Handschriften des Klosters Ebstorf / Renate Giermann, Helmar Härtel. Wiesbaden : Harrassowitz, 1994
- Die Klosterbibliothek Ebstorf. Reform und Schulwirklichkeit am Ausgang des Mittelalters. In: Martin Kintzinger, Sönke Lorenz, Michael Walter (Hrsg.): Schule und Schüler im Mittelalter. Beiträge zur europäischen Bildungsgeschichte des 9. bis 15. Jahrhunderts. Köln/Weimar/Wien 1996, S. 245–258.
- Handschriften des Kestner-Museums zu Hannover. Wiesbaden: Harrassowitz, 1999
- Das Stundenbuch Herzog Augusts d. J. Berlin: Kulturstiftung der Länder, 2004
- Kostbarkeiten aus den Sammlungen der Herzog August Bibliothek: eine Führung von der Spätantike bis zur Reformation. Wolfenbüttel: Herzog August Bibliothek 1999
- Das Stundenbuch Herzog Augusts d. J. Berlin: Kulturstiftung der Länder, 2004
- Geschrieben und gemalt: gelehrte Bücher aus Frauenhand ; eine Klosterbibliothek sächsischer Benediktinerinnen des 12. Jahrhunderts. Wiesbaden: Harrassowitz, 2006
- Tradition als Herausforderung : Zimelien aus den Sammlungen der Herzog August Bibliothek. Wiesbaden: Harrassowitz, 2007